# Werner Sonnenschein
Werner Sonnenschein (* 14. November 1951 in Oberhausen) ist ein ehemaliger deutscher Fußballspieler.
Zunächst spielte er für den SV Adler Osterfeld. In der Saison 1974/75 gelang der Mannschaft um Torwart Werner Sonnenschein, Dieter Arnsmann, Walter Pollerhoff und Horst Lohn mit Trainer Jupp Stanislowski der Aufstieg in die Bezirksklasse. Sonnenschein wurde später Vertragsspieler bei Rot-Weiß Oberhausen (RWO). Der Torwart absolvierte in der Saison 1980/81 insgesamt 32 Spiele in der 2. Fußball-Bundesliga für RWO. Laut Meldungen absolvierte er sein letztes Spiel am 11. April 1981 für RW Oberhausen unter Toni Burghardt.